# Гончаренко, Борис Трофимович
Борис Трофимович Гончаренко (1927—1999) — украинский советский партийный и государственный деятель. Депутат Совета Союза Верховного Совета СССР 9-11 созывов (1974–1989) от Ворошиловградской области. Член КПСС с 1948 года; член ЦК КПСС в 1976–1990); делегат XXV (1976), XXVI (1981) и XXVII (1986) съездов КПСС.

## Биография
Родился 15 января 1927 года в Харькове. По национальности украинец.
В 1941 году окончил семилетку. Во время Великой Отечественной войны жил в Харькове, оккупированном немецкими войсками. После освобождения города в сентябре 1943 года поступил на службу учеником-сортировщиком перевозки почты по железной дороге. В 1944 году вступил в комсомол. Учился в Харьковском машиностроительном техникуме, по его окончании в 1948 году с дипломом техника-технолога по турбостроению был принят на Харьковский турбинный завод им. С. М. Кирова (ХТЗ). На заводе работал технологом, заместителем начальника, а позже начальником производственного отдела.
В 1954 году окончил вечернее отделение Харьковского политехнического института.
С 1955 года — на партийной работе: заместитель секретаря парткома ХТЗ, второй секретарь, потом первый секретарь Московского райкома партии г. Харькова, заведующий отделом машиностроения Харьковского обкома КПСС.
В 1967–1973 годах — заведующий отделом машиностроения ЦК КП Украины.
В 1973–1987 годах — первый секретарь Ворошиловградского обкома КП Украины. 27 февраля 1987 года освобождён от должности.
В 1987–1988 годах — советник посольства СССР в Монголии.
В 1988–1989 годах — торговый представитель СССР в Монголии. С 1989 года на пенсии.
Умер 16 июня 1999 года в Киеве. Похоронен на Байковом кладбище.

## Семья
Отец — Трофим Антонович Гончаренко (1889–1952), работал на железной дороге: сцепщик, составитель поездов, кондуктор. Мать — Александра Филипповна Гончаренко, работала в торговле. Умерла в 1973 году.
Жена — Любовь Николаевна Гончаренко. Дети — Александр и Сергей.